# Давід Муджирі
Давід Муджирі (груз. დავით მუჯირი; нар. 28 січня 1999, Самтредія, Грузія) — грузинський футболіст, нападник батумського «Динамо».

## Життєпис
Футбольну кар'єру розпочав у столичній 35-й школі з третього дивізіону грузинського чемпіонату. У 2017 році перебрався до академії клубу турецької Суперліги «Антальяспор». Після цього перебрався до резервної команди тираспольського «Шерифа». Напередодні старту сезону 2019 року підписав контракт з грузинським клубом «ВІТ Джорджія». Наступного року опинився в розташуванні одного з найуспішніших клубів Грузії, «Динамо» (Тбілісі), але одразу ж відправився в оренду до «Чихури».
У 2021 році став гравцем словацького ВіОн (Злате Моравце). Дебютував за нову команду 6 серпня 2021 року в нічийному (1:1) поєдинку проти «Сениці».
У січні 2024 року приєднався до переможця Ліги Еровнулі «Динамо» (Батумі).

## Особисте життя
Син колишнього гравця збірної Грузії Давида Муджирі.